# Stazione di Ascoli Satriano
Stazione di Ascoli Satriano vasútállomás Olaszországban, Puglia régióban, Ascoli Satriano településen.

## Vasútvonalak
Az állomást az alábbi vasútvonalak érintik:
- Foggia-Potenza-vasútvonal

## Kapcsolódó állomások
A vasútállomáshoz az alábbi állomások vannak a legközelebb: 
- Stazione di Candela-Sant'Agata di Puglia
- Stazione di Ordona